# Лазурное (Белгородская область)

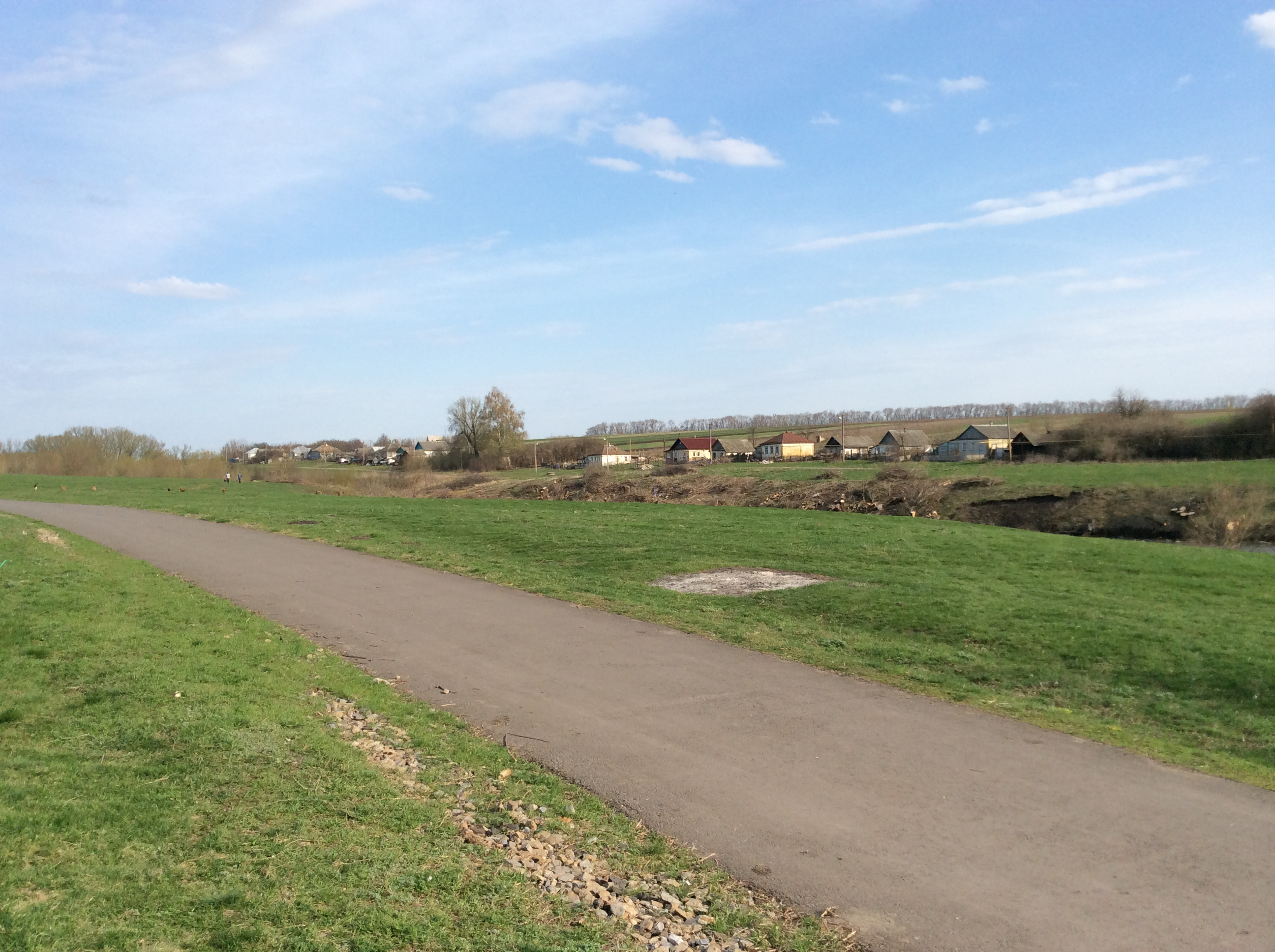
Лазурное, улица Дружбы

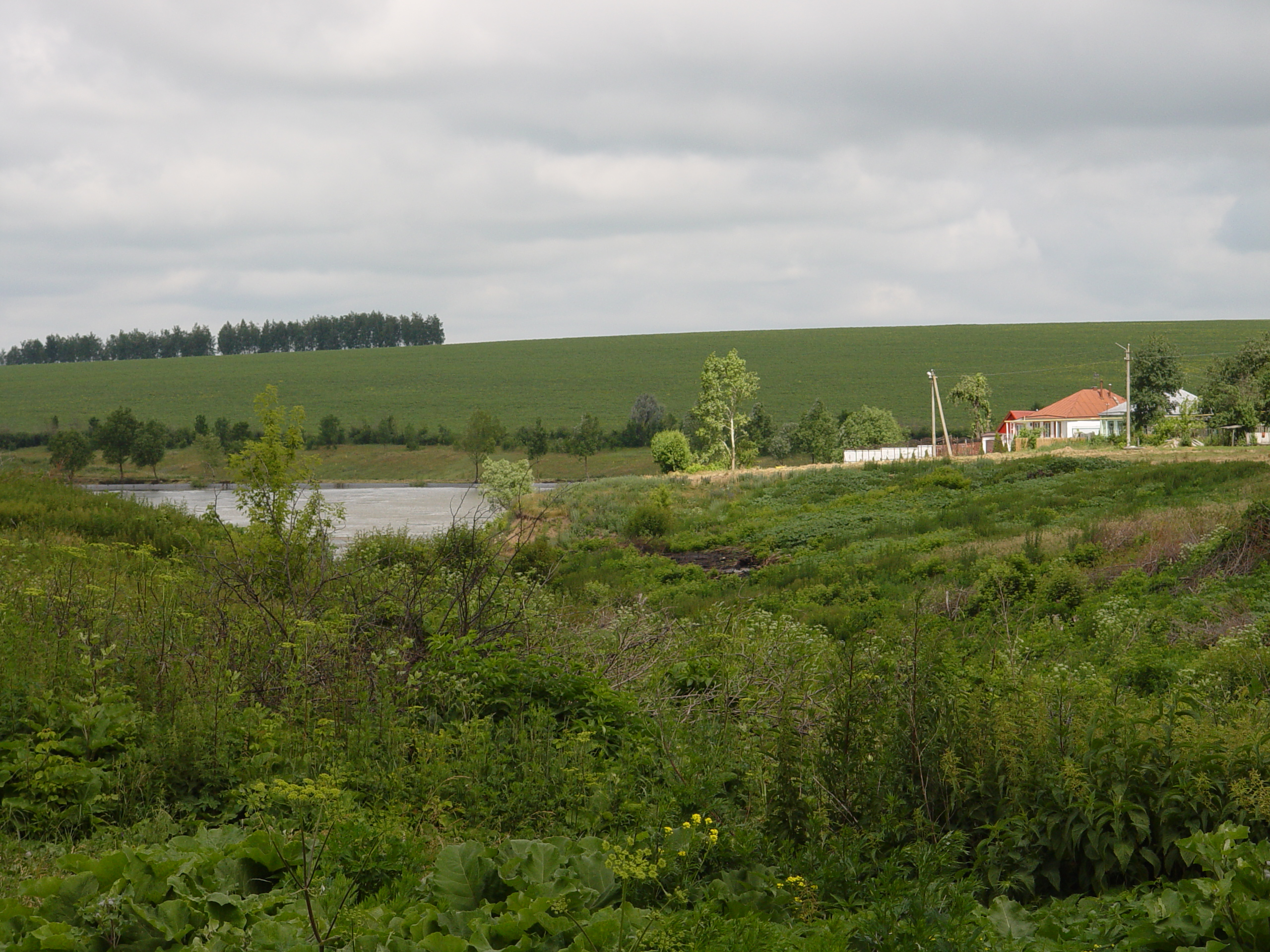
Лазурное, улица Дружбы

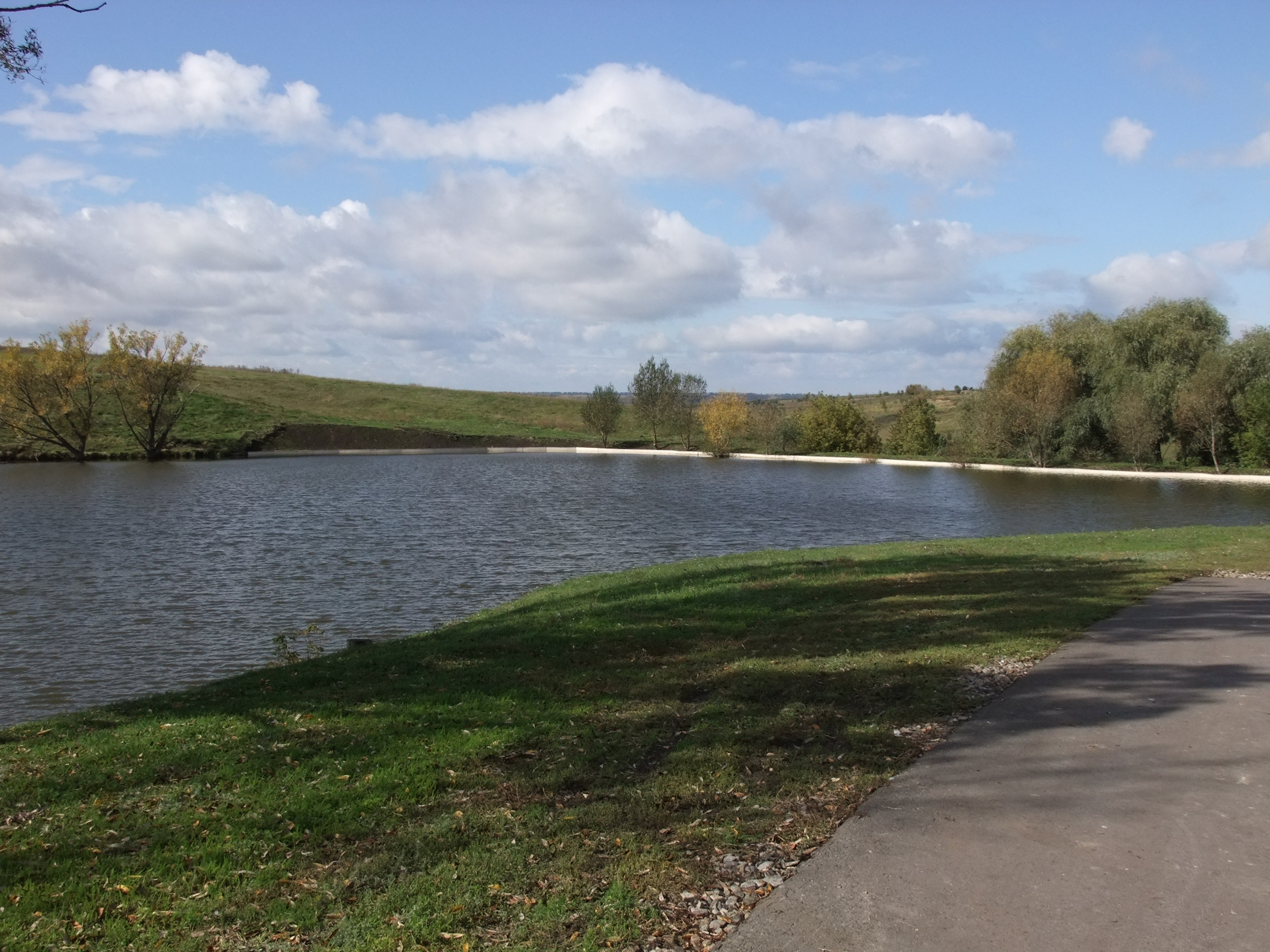
Лазурненский пруд

Лазу́рное — село в Волоконовском районе Белгородской области России. Входит в состав Покровского сельского поселения.

## География
Село Лазурное расположено восточнее центра сельского поселения — села Покровка, от которого отделено системой балок: балкой Алёшкин Яр и более мелкими — Глинище, Липки, Назаркин Яр, Средняя Вершина. Село находится на высоте 211—215 м над уровнем моря. В 1,5 км. на север от села находится геодезический знак "224 м.".
Севернее Лазурного протекает река Тихая Сосна, приток Дона. В балку Алёшкин Яр, связывающую восточную окраину села с Тихой Сосной, также впадают более мелкие балки — Лозочки, Шляховая, Колодезёк, Крепацкий Яр, Варварин Яр, Блохин Колодец, Дальняя Стена, Ближняя Стена, Ближний Яр, Белоусов Яр. Балки изобилуют артезианскими колодцами и родниками.
Несколькими километрами южнее Лазурного находится село Фощеватово, а севернее село Красное Городище. Административный, культурный центр и школа находятся в селе Покровка, которое расположено на западе от села Лазурное, сельская больница находится в селе Успенка.

## История
Село Лазурное образовано на землях двух хуторов — Назаркина (западнее) и Туркова. Считается, что хутора были основаны в 1924 году семьями Прокофьевых и Фарафоновых из села Старо-Пузино. Названия хуторов произошли от названий балок — Турково и Назаркино.
В 1930 году в хуторах Турков и Назаркин был создан колхоз «Верный путь», в который входило и село Красное Городище, первым председателем колхоза стал Пахом Дмитриевич Бакулин.
Немало жителей хуторов были раскулачены в ходе коллективизации, всего в Волоконовском районе таких крестьян было 79 человек, многие после раскулачивания были сосланы в северные края и дальнейшая их судьба не известна.
Хутора Турков и Назаркин были оккупированы фашистскими войсками с июля 1942 года до января 1943 года, многие жители ушли на фронт. За день до оккупации села на глазах многочисленных свидетелей из числа местных жителей произошел воздушный бой между тремя советскими самолетами и одним немецким. В районе балки Колодезёк упал подбитый истребитель (предположительно, 180-го ИАП, 235 ИАД, 8 ВА). В настоящее время на перекрестке дорог Волоконовка - Пятницкое - Белгород установлен памятник погибшим летчикам 8-й воздушной армии. Жители хуторов принимали активное участие в действиях Валуйского партизанского отряда. Уроженцы села были награждены боевыми наградами: Мацаев Мирон Михайлович (орден Красной звезды, орден Отечественной войны II степени, орден Славы III степени, медаль "За боевые заслуги"), Кривенко Илья Александрович (медаль "За отвагу"), Фарафонов Василий Николаевич (орден Красной звезды), Спесивцев Василий Филиппович (медаль "За отвагу"), Пожарский Иван Иванович (орден Красной звезды), Иванов Роман Тихонович (орден Красной звезды, орден Отечественной войны II степени, медаль "За боевые заслуги", медаль "За освобождения Праги") и другие.
В 1961 году хутора Назаркин и Турков были объединены в село Лазурное. На момент слияния в Туркове было 39 дворов, а в Назаркине 52 двора.
Колхоз «Верный путь» был преобразован в свиноводческое хозяйство «Победа» на базе нескольких населённых пунктов (сёл Покровка и Лазурное, хуторов Пыточный и Щепкин). В 1966 году в Лазурном завершилось строительство свинокомплекса. Впоследствии все сооружения комплекса были разрушены, а также магазин, детский сад и начальная школа, только остался сельский клуб
В 1960-е годы в селе сооружены дамбы и наводнены пруды. В хуторе Назаркин пруд функционирует по сегодняшний день и хорошо виден на спутниковых снимках. В селе работала начальная школа (для продолжения образования школьники переходили в Старо-Пузинскую школу, а затем в Покровскую среднюю школу). В 1970-е годы был построен сельский клуб (ныне закрыт, находится в аварийном состоянии), в 1980-х годах был проложен водопровод, а в 2011 году асфальтированы улицы села и восстановлено уличное освещение.
Одной из достопримечательностей села была ветряная мельница, находившаяся между двух бывших хуторов. В 2000-е годы она пришла в негодность и была разобрана.

## Население
| 2002 | 2010 |
| ---- | ---- |
| 113  | ↘85  |

## Инфраструктура
В селе две улицы — улица Дружбы (в хуторе Назаркин) и улица Мира (в хуторе Турков), улицы разделены друг от друга большими ярами. Село газифицировано, имеется водопровод, ночное уличное освещение, действует не регулярное автобусное сообщение с ближайшими населёнными пунктами и районным центром.
Постоянных торговых точек в селе нет, но регулярно приезжает автолавка. В 2011 году в селе создан «Дом душевной теплоты» для организации досуга пенсионеров.